# Louis Agassiz
Jean Louis Rodolphe Agassiz (Haut-Vully, Fribourg kanton, 1807. május 28. – Cambridge, Massachusetts, 1873. december 14.) svájci születésű amerikai paleontológus,  glaciológus, geológus, valamint jelentős újító a Föld természetrajzának tanulmányozásában. Zoológiai szakmunkákban nevének rövidítése: „Agassiz”.

## Életrajza
Svájcban nőtt föl, a paleontológia, a glaciológia és a geológia alapító atyjának tekintett természettudós. Ifjú korában Svájcban és Németországban orvosnak tanult. 1848-ban kivándorolt az Amerikai Egyesült Államokba és ott a Harvard Egyetem elismert professzora lett. 1859-ben ő alapította az Összehasonlító Zoológiai Múzeumot (Museum of Comparative Zoology)  és egyik sürgetője volt a Nemzeti Tudományos Akadémia mielőbbi létrehozásának. Ennek megvalósulásakor 1863-ban alapító tag és ugyanebben az évben delegálták a Smithsonian Intézet igazgató tanácsába. 1863-ban a Magyar Tudományos Akadémia tiszteleti tagja lett. Felesége Elizabeth Agassiz 1882-1899 között a Radcliffe College elnöki tisztét töltötte be.

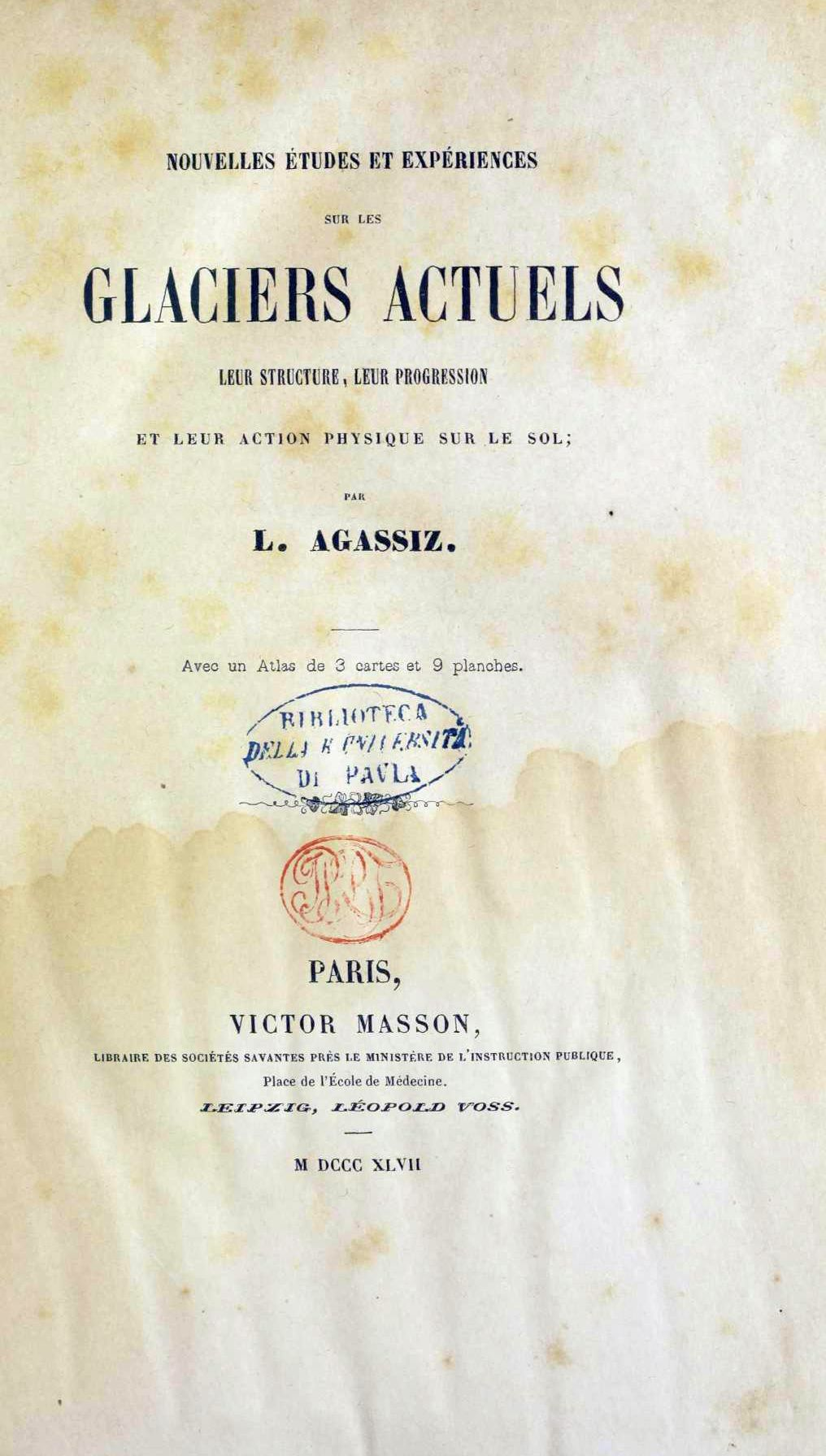
Nouvelles études et expériences sur les glaciers actuels, 1847

## Emlékezete
- Margó Tivadar: Emlékbeszéd Agassiz Lajos M. T. Akadémiai külső tag fölött (1875)

## Idézetek tőle
- Nem engedhetem meg magamnak, hogy az időmet pénzkeresésre fecséreljem.
- Ne a könyveket, a természetet tanulmányozd![10][11]